# Championnat de Belgique féminin de football de D3
Cet article traite uniquement de la compétition féminine. Pour la compétition masculine, voir Championnat de Belgique de football de troisième division.
Le championnat de Belgique féminin de football de D3 est une compétition de football féminin créée en 2001. À partir de 2016-2017, la D2 devient le 3e niveau belge et compte une série principale, juste après les provinciales.
La compétition commence début septembre et se termine début mai. Elle regroupe douze équipes et est organisée selon le système de la victoire à trois points. Les clubs jouent 22 matchs et les premiers de chaque série montent en D2.
Le championnat est actuellement géré par la Fédération royale belge de football.

## Histoire
La saison 2024-2025 compte beaucoup de sections féminines de grands clubs. Notamment celles du RAEC Mons, de La Louvière, du RFC Liège, du Sporting Charleroi, du CSPV Ath ainsi que de l'Union saint-gilloise. 
Les Louviéroises décrochent finalement leur promotion, en remportant la série francophone. Du côté flamand, les féminines de Maasmechelen et de Brakel finissent aussi premières, synonyme de montée.

## Organisation

### Groupe ACFF
| Club                    | Depuis | Entraîneur           | Stade                           | Capacité théorique | Nombre de saisons en 2024-2025 |
| ----------------------- | ------ | -------------------- | ------------------------------- | ------------------ | ------------------------------ |
| La Louvière             | 2024   | Guillaume Dinant     | Complexe Sportif St-Julien      | 800                | 1re                            |
| RAEC Mons               | ?      | Camille Lecocq       | Stade de la Motte               | 600                | ?                              |
| RFC Liège               | ?      | Maurice Quaranta     | Complexe Sportif de Rocourt     | 200                | ?                              |
| RSC Charleroi           | 2024   | Kathleen Verlaine    | Complexe sportif de Marcinelle  | 200                | 1re                            |
| RWC Sibret              | ?      | Michael De Mosseneau | Stade Guy Legardeur             | 200                | ?                              |
| FCF White Star Woluwé B | ?      | Arnaud Adam          | Stade Fallon                    | 3 165              | ?                              |
| Irlande Auderghem       | ?      | Victor Art Hellgren  | Stade Communal d'Auderghem      | 200                | ?                              |
| CSPV Ostiches-Ath       | ?      | Stijn Terache        | Stade des Géants                | 800                | ?                              |
| RCS Sart Tilman         | ?      | Jérémy Stoquart      | CREF de Blegny                  | 200                | ?                              |
| RU saint-gilloise       | 2023   | Raymond Loose        | Stade de Bosstraat              | 600                | 2e                             |
| RAS Jodoigne            | ?      | Matthias Faublas     | Complexe La Cabouse             | 100                | ?                              |
| ASE de Chastre          | 2024   | Didier Guilleaume    | Complexe sportif ASE de Chastre | 200                | ?                              |

### Groupe VV A
| Club               | Depuis | Entraîneur           | Stade                     | Capacité théorique | Nombre de saisons en 2024-2025 |
| ------------------ | ------ | -------------------- | ------------------------- | ------------------ | ------------------------------ |
| Olsa Brakel        | ?      | Ingrid De Rycke      | Stephan VD Berghe Stadion | 600                | ?                              |
| KVK Ninove         | ?      | Glenn Timmerman      | De Kloppers               | 400                | ?                              |
| KDNS Heule         | ?      | Chris Soete          | NDNS Stadion              | 200                | ?                              |
| KVE Tronchiennes   | ?      | Jalien Callebaut     | Complex Keiskant          | 200                | ?                              |
| RWD Molenbeek      | ?      | Samir Bouachmir      | Stade Edmond Machtens     | 12 266             | ?                              |
| KVCD Torsbeke      | ?      | David Van Der Auwera | Vredestadion              | 400                | ?                              |
| FC Bosdam Beveren  | ?      | Dimitri Boon         | Sportzone de Meerminnen   | 200                | ?                              |
| Wolvertem Merchtem | ?      | Patrick Cool         | Frans Lathouwersstadion   | 400                | ?                              |
| Famkes Dixmude B   | ?      | Wannes Pareyn        | De Kouter                 | 400                | ?                              |
| Leeuw Brucom       | ?      | Christian Agneessens | Lotstraat Terrein         | 400                | ?                              |
| Cercle Bruges      | ?      | Martijn De Clerck    | Gulden Kamer              | 400                | ?                              |
| EM Opwijk          | ?      | Jordi De Prins       | Tesseskouter              | 200                | ?                              |

### Groupe VV B
| Club               | Depuis | Entraîneur           | Stade                        | Capacité théorique | Nombre de saisons en 2024-2025 |
| ------------------ | ------ | -------------------- | ---------------------------- | ------------------ | ------------------------------ |
| PE Maasmechelen    | ?      | Setareh Habibzadeh   | Gem Stadion Maasmech         | 400                | ?                              |
| KFC Herent         | ?      | Frédéric Broos       | De Kempen Stadion            | 400                | ?                              |
| KVK Svelta Melsele | ?      | Nikita Smet          | Wit Sand Terrein             | 200                | ?                              |
| Loenhout SK        | ?      | Jonas Janssen        | Loenhout Stadion             | 200                | ?                              |
| RWD Molenbeek      | ?      | Samir Bouachmir      | Stade Edmond Machtens        | 12 266             | ?                              |
| KSK Hasselt        | ?      | Rimke Eurlings       | Koninklijke Sporting Hasselt | 8 800              | ?                              |
| VVC Braaschaat     | ?      | Ismail Achter        | Maria Ter Heide Stadion      | 400                | ?                              |
| Lierse SK          | ?      | Koen Swaegers        | Stade Herman Vanderpoorten   | 14 538             | ?                              |
| K Kontich FC       | ?      | Orry Cleybergh       | Kontich Stadion              | 400                | ?                              |
| Olympia Wijgmaal   | ?      | Rudy Goossens        | Ymeria Stadion               | 200                | ?                              |
| Miecroob Veltem    | ?      | Kurt Deraeck         | Ivo Van Damme Terrein        | 200                | ?                              |
| Moldavo B          | ?      | Kim Vangenechten     | Olmen Terrein                | 200                | ?                              |
| KV Malines B       | ?      | Els De Meyer         | De Nekker                    | 600                | ?                              |
| Vosselaar VV       | ?      | Robin Vanruysseveldt | Vosselaar VV Stadion         | 200                | ?                              |

Le championnat oppose les différents clubs nationaux en trois séries, pour vingt-deux ou vingt-quatre rencontres jouées durant la saison régulière 2024-2025. Le classement est basé sur le barème suivant: une victoire vaut trois points, un match nul un, la défaite zéro point. Les critères de départage entre plusieurs équipes sont, dans l'ordre d'importance, le plus grand nombre de points, la plus grande différence de buts générale, les confrontations directes entre les équipes concernées (avec application de la règle des buts marqués à l'extérieur), le plus grand nombre de buts marqués et le plus grand nombre de buts marqués pendant une rencontre.
À la fin de la saison, l'équipe terminant en tête du classement et étant la meilleure de sa série est sacrée championne de Belgique de toisième division, alors que les deux dernières équipes de chaque série sont reléguées en séries provinciales. Un club sportivement relégué peut être repêché si une ou plusieurs équipes ayant fini dans les premières places sont rétrogradées administrativement ou si l’un des promus se voit refuser la promotion en IP seniors Dames.

## Palmarès
| Saison    | Champion                                                                                                 | Vice-champion            |
| --------- | --- | ------------------------ |
| 1981-1982 | VC Terheide (1)                                                                                          | Elen Standard            |
| 1982-1983 | FC Féminin Gosselies (1)                                                                                 | Kamillekes Alost         |
| 1983-1984 | VVDG Lommel (1)                                                                                          | DVC Kuurne               |
| 1984-1985 | DVV Bruges (1)                                                                                           | Dames Assenede           |
| 1985-1986 | VC Terheide (2)                                                                                          | SK Beerse                |
| 1986-1987 | VVDG Lommel (2)                                                                                          | Kamillekes Alost         |
| 1987-1988 | Elen Standard (1)                                                                                        | FC Lady's Scherpenheuvel |
| 1988-1989 | Kamillekes Alost (1)                                                                                     | Union saint-gilloise     |
| 1989-1990 | VVDG Lommel (3)                                                                                          | KFC De Jeugd Borgloon    |
| 1990-1991 | A: Dames FC Jong Nijlen (1), B: KFC Rapide Wezemaal (1)                                                  |                          |
| 1991-1992 | A: Dames VK Egem (1), B: Stade Brainois (1)                                                              |                          |
| 1992-1993 | A: Sinaai Girls (1), B: La Mosane (1)                                                                    |                          |
| 1993-1994 | A: DVK Gand (1), B: Union Forest Dames (1)                                                               |                          |
| 1994-1995 | A: Cerkelladies Bruges (1), B: Oud-Heverlee Louvain (1)                                                  |                          |
| 1995-1996 | A: DVK Haacht (1), B: Derby Girls Nerem (1)                                                              |                          |
| 1996-1997 | A: SK Bellem (1), B: Helchteren VV (1)                                                                   |                          |
| 1997-1998 | A: DVK Haacht (2), B: Standard Fémina de Braine (2)                                                      |                          |
| 1998-1999 | A: KFC Lentezon Beerse (1), B: Miecroob Veltem (1)                                                       |                          |
| 1999-2000 | A: SK Alost (1), B: Ladies Willebroek (1)                                                                |                          |
| 2000-2001 | A: SKOG Ostende (1), B: Hewian Girls Lanaken (1)                                                         |                          |
| 2001-2002 | DVC Land van Grimbergen (1)                                                                              | Dames VK Egem            |
| 2002-2003 | Dames Zultse VV (1)                                                                                      | Hewian Girls Lanaken     |
| 2003-2004 | K.Vlimmeren Sport (1)                                                                                    | DV Borgloon              |
| 2004-2005 | FCF White Star Woluwé (1)                                                                                | FC Excelsior Kaart       |
| 2005-2006 | DV Famkes Merkem (1)                                                                                     | DVK Haacht               |
| 2006-2007 | K Kontich FC (1)                                                                                         | Dames VK Egem¹           |
| 2007-2008 | KSV Jabbeke (1)                                                                                          | FCF Braine-Rebecq²       |
| 2008-2009 | Dames Zultse VV (2)                                                                                      | KV Cercle Melle³         |
| 2009-2010 | K Kontich FC (2)                                                                                         | Miecroob Veltem⁴         |
| 2010-2011 | KSK Heist (1)                                                                                            | K Achterbroek VV⁵        |
| 2011-2012 | Melle Ladies (1)                                                                                         | Lierse SK B              |
| 2012-2013 | Standard de Liège B (1)                                                                                  | VC Dames Eendracht Alost |
| 2013-2014 | K.Massenhoven VC (1)                                                                                     | DV Tongres               |
| 2014-2015 | AA Gand Ladies B (1)                                                                                     | DV Famkes Merkem         |
| 2015-2016 | Dames VK Egem (2)                                                                                        | KVK Svelta Melsele       |
| 2016-2017 | A: KVK Svelta Melsele (1), B: K Wuustwezel FC (1)                                                        |                          |
| 2017-2018 | A: Club Bruges (2), B: KRC Genk Ladies B (1)                                                             |                          |
| 2018-2019 | A: KSK Voorwaarts Zwevezele (1), B: Oud-Heverlee Louvain B (1)                                           |                          |
| 2019-2020 | A: RSC Anderlecht B (1), B: Royal Football Club de Liège\|RFC Liège Dames (1)                            |                          |
| 2020-2021 | Compétition annulée à cause de la pandémie de COVID-19                                                   |                          |
| 2021-2022 | A: Zulte Waregem B (1), B: KVC Westerlo Ladies (1)                                                       |                          |
| 2022-2023 | A: Club Bruges B (1), B: FC Alken Ladies (1)                                                             |                          |
| 2023-2024 | VV A: KSV Bredene, VV B: KV Malines B (1), ACFF: White Star Woluwé B (ou RUS Loyers Dames)⁶ (1)          |                          |
| 2024-2025 | VV A: Dames Olsa Brakel (1), VV B: Dames Patro Eisden Maasmechelen (1), ACFF: RAAL La Louvière Women (1) |                          |